# Ummidia gandjinoi
Ummidia gandjinoi là một loài nhện trong họ Ctenizidae. U. gandjinoi được miêu tả năm 1968 bởi Andreeva.